# Platynota capella
Platynota capella es una especie de polilla del género Platynota, tribu Sparganothini, subfamilia Tortricinae.

## Distribución
Se distribuye por Guatemala (Quetzaltenango).

## Taxonomía
Fue descrita por Walsingham en 1913 y publicada en Biol. Centr.-Am. Lepid. Heterocera 4: 217.